# ژرمی گالاند
ژرمی گالاند (فرانسوی: Jérémie Galland‎؛ زادهٔ ۸ آوریل ۱۹۸۳) دوچرخه‌سوار اهل فرانسه است.